# Lista de bairros de Itapagipe
Esta é uma Lista de bairros do município de Itapagipe, Minas Gerais, Brasil. 
- Conjunto de Fazendas do Córrego Leste
- Fazenda Da Moeda
- Jardim Castro
- Jardim Costa
- Jardim Francisco Costa
- Jardim Menezes
- Jardim Olinda
- Maria Aparecida de Assis
- Vila da Boa Esperança
- Vila Dos Coqueiros
- Vila dos Toledos
- Vila Olímpica